# Kiisa (stacja kolejowa)
Kiisa – stacja kolejowa w miejscowości Kiisa, w prowincji Harjumaa, w Estonii. Położona jest na linii Tallinn – Parnawa/Viljandi. 

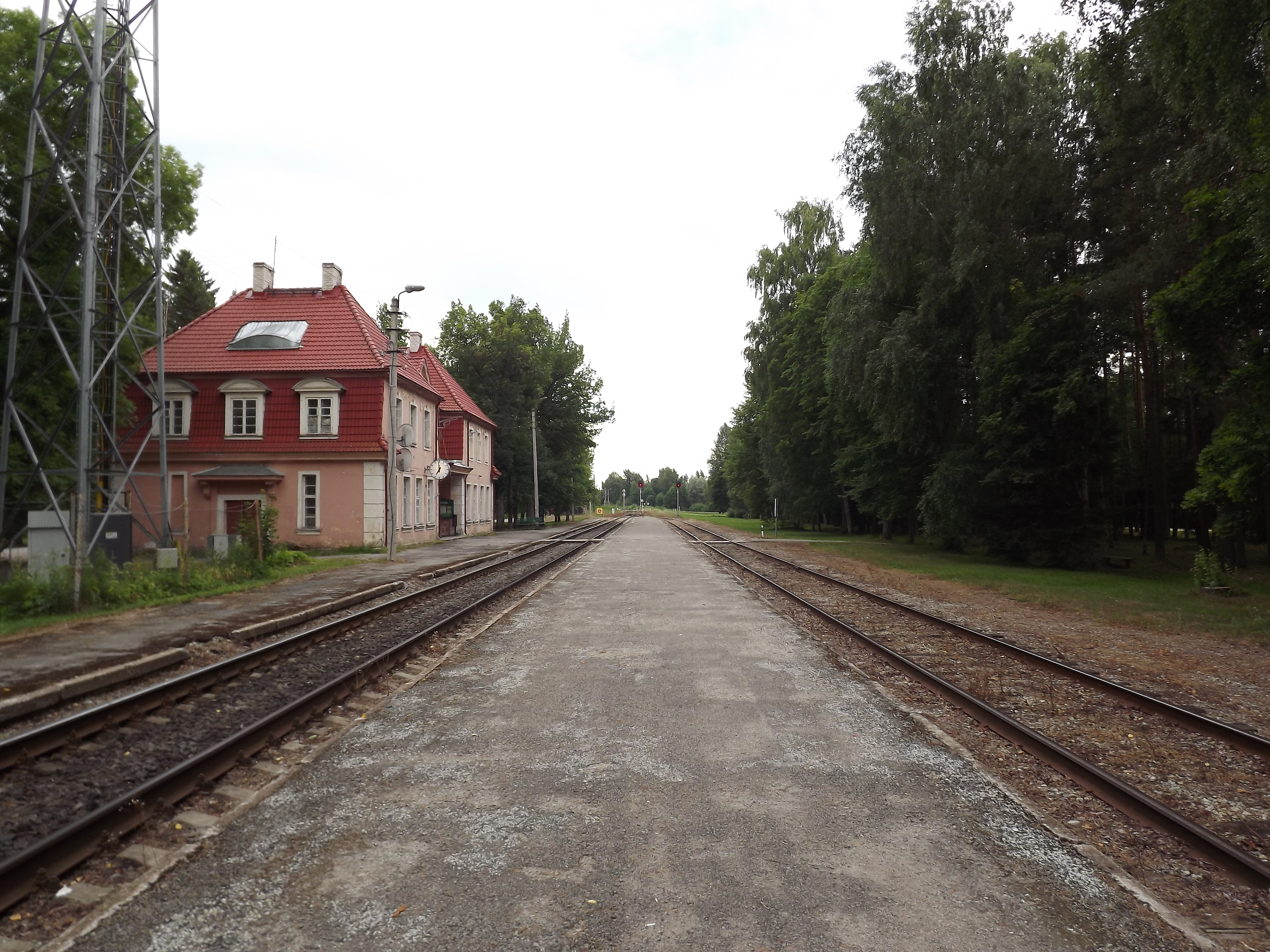
stacja przed remontem; widok w stronę Parnawy/Viljandi
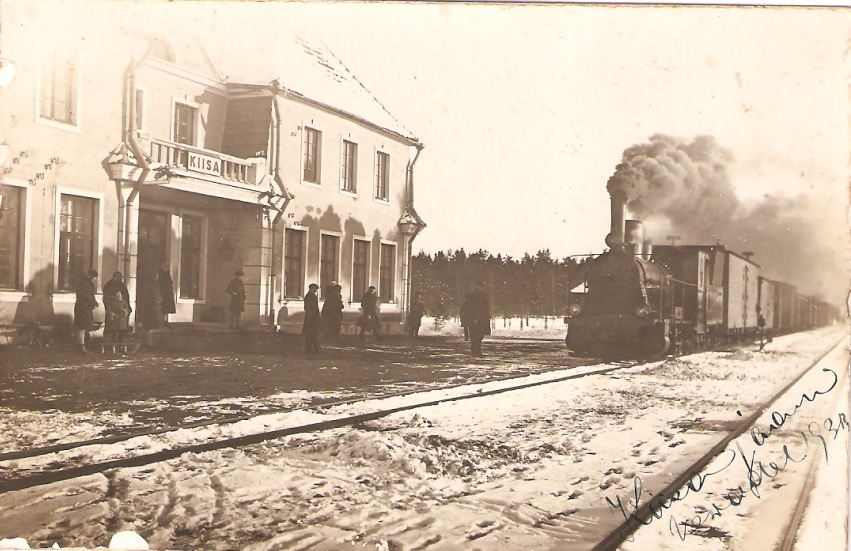
stacja w dwudziestoleciu międzywojennym